# Anthessius stylocheili
Anthessius stylocheili is een eenoogkreeftjessoort uit de familie van de Anthessiidae. De wetenschappelijke naam van de soort is voor het eerst geldig gepubliceerd in 1965 door Humes & Ho.